# Werner Wemheuer

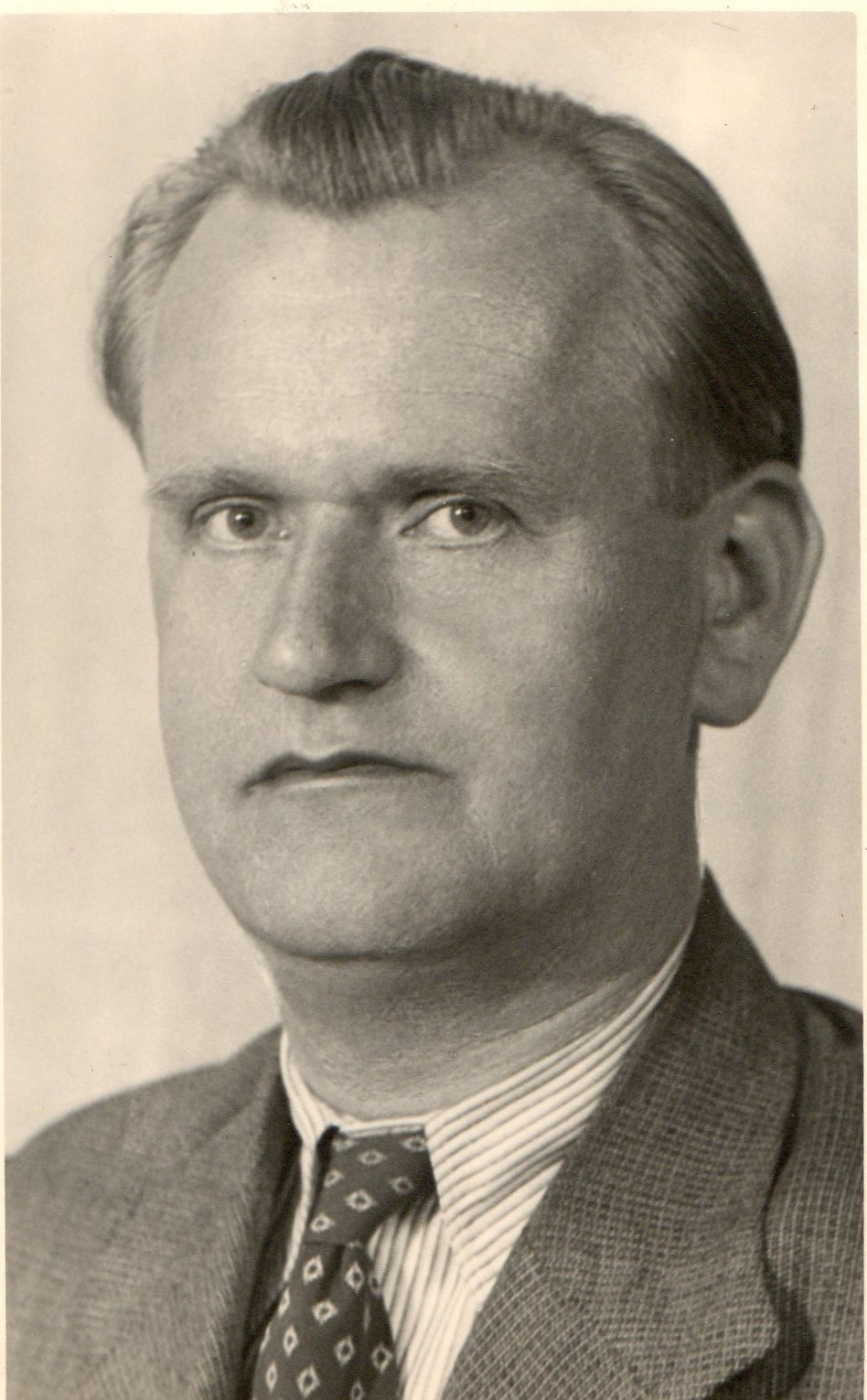
Werner Wemheuer am Staatstheater Wiesbaden

Werner Wemheuer (* 5. Februar 1899 in Wiesbaden; † 14. Dezember 1977 ebenda) war Korrepetitor und Kapellmeister am hessischen Staatstheater in Wiesbaden sowie Komponist und Arrangeur zahlreicher volkstümlicher Lieder, Singspiele und Revuen.

## Leben
Werner Wemheuer wurde 1899 als Werner Walter Eugen Luckow in Wiesbaden geboren. Seine Eltern waren Erich Wemheuer (1869–1925, Solokontrabassist und Kammermusiker am städtischen Orchester in Wiesbaden) und Natalie Katharina Luckow, geborene Hering (1863–1925). Seine Eltern heirateten erst 1917 und nahmen den Familiennamen Wemheuer an, weshalb in ersten Berichten und Zeitungsartikeln noch von einem "Werner Luckow" berichtet wird.
Durch die väterliche Linie – sein Großvater Wilhelm Wemheuer (1834–1918) war zum Beispiel "königlicher Bergmusiker" – wurde er früh mit Musik vertraut und machte schon mit 5 Jahren als "Wunderkind" am Klavier von sich reden. Mit 8 Jahren trat er mit einem Klavierkonzert von Mozart und mit 11 Jahren mit einem Klavierkonzert von Beethoven öffentlich mit großem Erfolg im Kurhaus Wiesbaden auf. Sogar nach Amerika sollte er damals auf Tournee gehen. Das wurde aber nicht in die Tat umgesetzt, da seine Mutter die Seereise fürchtete: "Wasser hat keine Balken". Stattdessen wurde die musikalische Aus- und Weiterbildung auf eine breite Basis gestellt: Studium am Konservatorium und an der Musikhochschule in Frankfurt bei den Professoren Hochstädter und Höhn (Klavier), Professor Weidemann (Orgel) und Iwan Knorr (Komposition).
1919 begann sein Wirken in der Kurstadt am Staatstheater als Korrepetitor und Kapellmeister unter den Generalmusikdirektoren Arthur Rother, Otto Klemperer, Karl Elmendorff und später Wolfgang Sawallisch. Er übernahm wiederholt die Dirigate von "Nabucco", "Traviata", "Fliegender Holländer", "Carmen", "Wildschütz", "La Boheme" und von fast allen Operetten von "Fledermaus" bis "Saison in Salzburg".
Am 22. November 1922 heiratete er Irmgard Lang, mit der er 2 Kinder hatte: Ingeborg (* 1925, † 2018) und Erich (* 1930, † 2024).
Er komponierte in den 20er Jahren eine Revue "Bei uns", die mit großem Erfolg in Wiesbaden viele Aufführungen erlebte, ein Singspiel "Constanze" mit Erna Sack in der Titelrolle sowie ein Konzert für Cello tenore, das von Professor August Eichhorn mehrmals konzertiert wurde. Es entstanden mehr als 100 Lieder (u. a. Gedichte von Rabindranath Tagore und "Lärm im Spiegel" von Erich Kästner), es wurde eine große Sammlung von hessischen Volkstänzen und Volksliedern aufgebaut, die er sehr feinfühlig für kleines Orchester instrumentierte, auch anreicherte mit eigenen volkstümlichen Kompositionen.
Zum 1. Mai 1937 trat er der NSDAP bei. Von 1939 bis 1941 war er freier Mitarbeiter beim damaligen Reichssender Frankfurt, wo er für sogenannte Hörbilder die Begleit- und Untermalungsmusik schrieb, z. B. "Goethe", "Bannforst Dreieich", "Jungfrau von Orleans" und "der Rhein". Auch dirigierte er zu besonderen Anlässen das Sinfonieorchester des Senders. Er führte diese Beschäftigungen ohne jegliche politische Ambitionen, sondern aus rein künstlerischen Gesichtspunkten aus.
Nach dem Krieg, in dem er als Sanitätsunteroffizier tätig war, bestand bis zur Entnazifizierung Berufsverbot. Als Mitläufer eingestuft konnte er bald wieder am Staatstheater beschäftigt werden.
Bis zu seiner Pensionierung 1964 erarbeitete er mit den Opernsolisten ihre Rollen, wobei er besonderen Wert auf deutliche Aussprache und inhaltliche Umsetzung legte, was bei den Sängern großen Anklang fand. Er übernahm auch die Leitung einiger Wiesbadener Chöre sowie 10 Jahre lang des Wiesbadener Orchestervereins. Er war auch sehr beliebt als Klavierbegleiter bei Liederabenden.

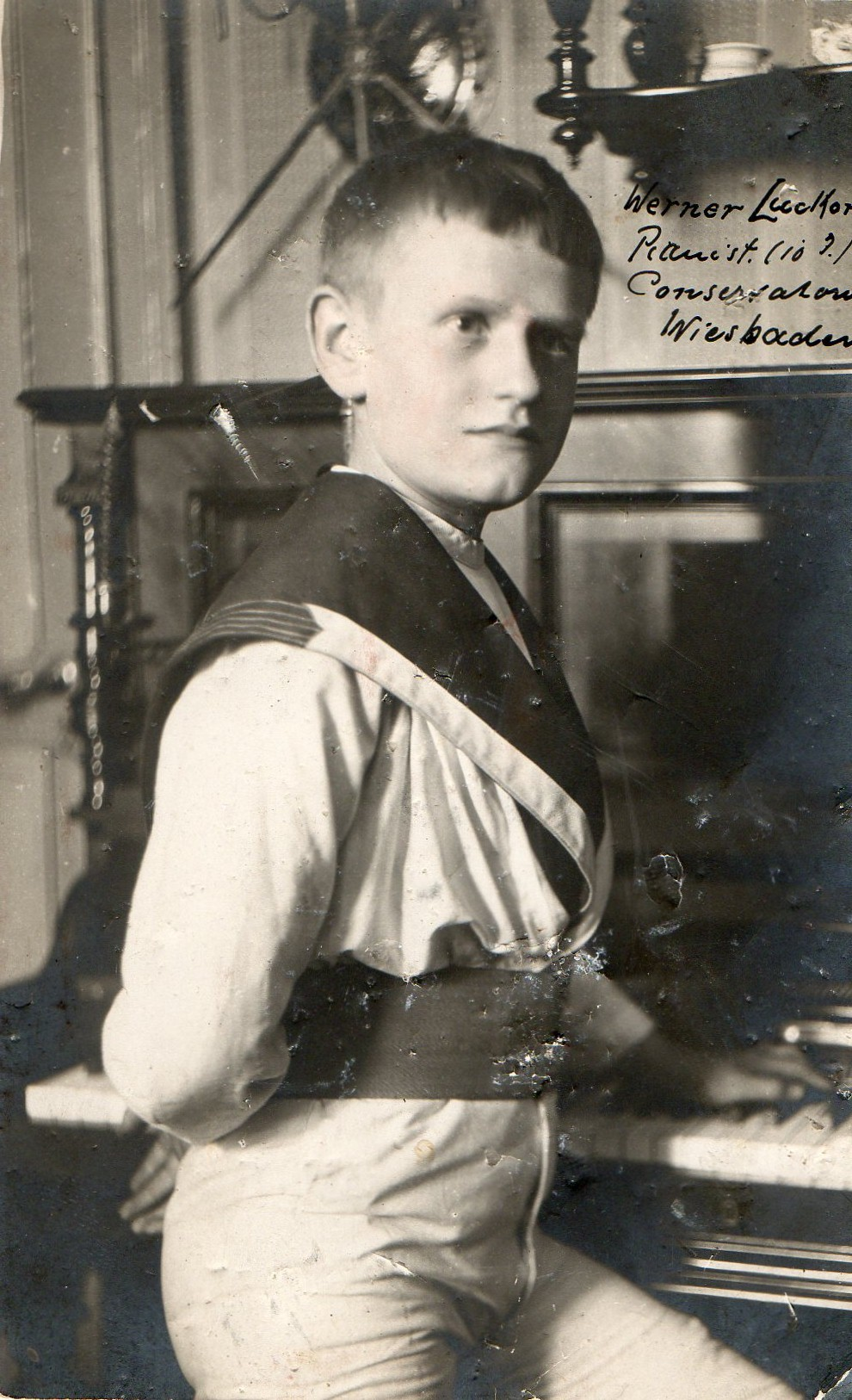
Werner Luckow im Alter von 11 Jahren am Wiesbadener Konservatorium
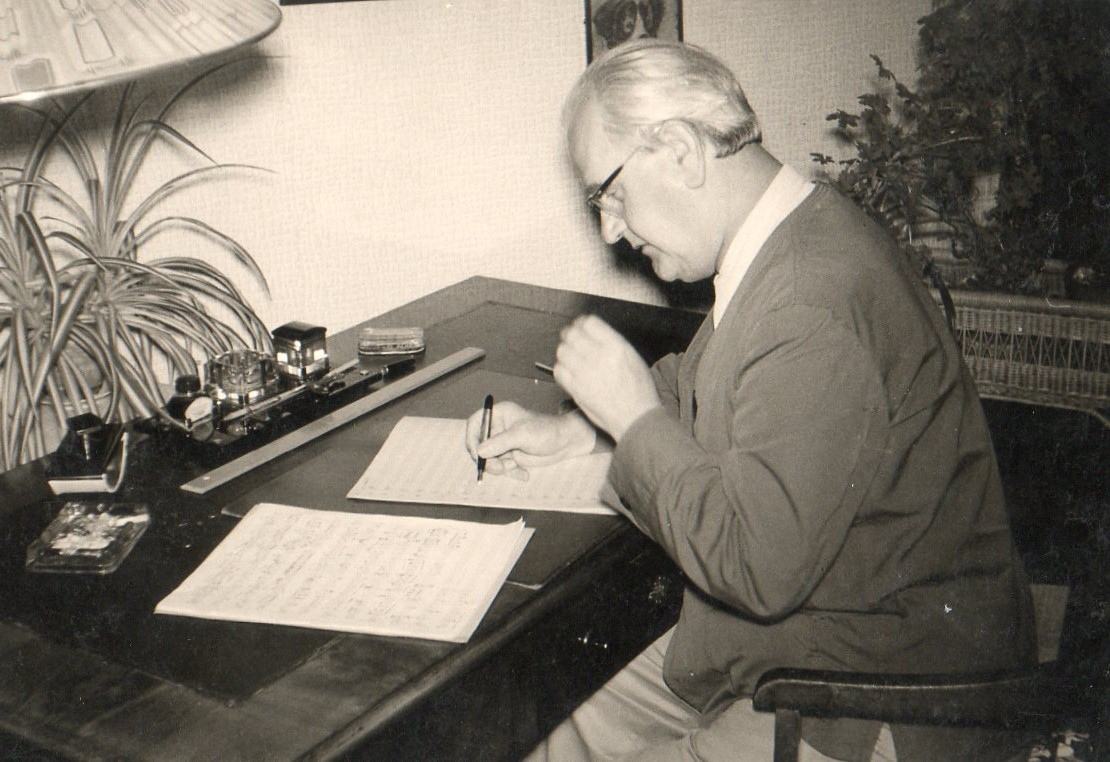
Werner Wemheuer bei der Arbeit an einer Partitur
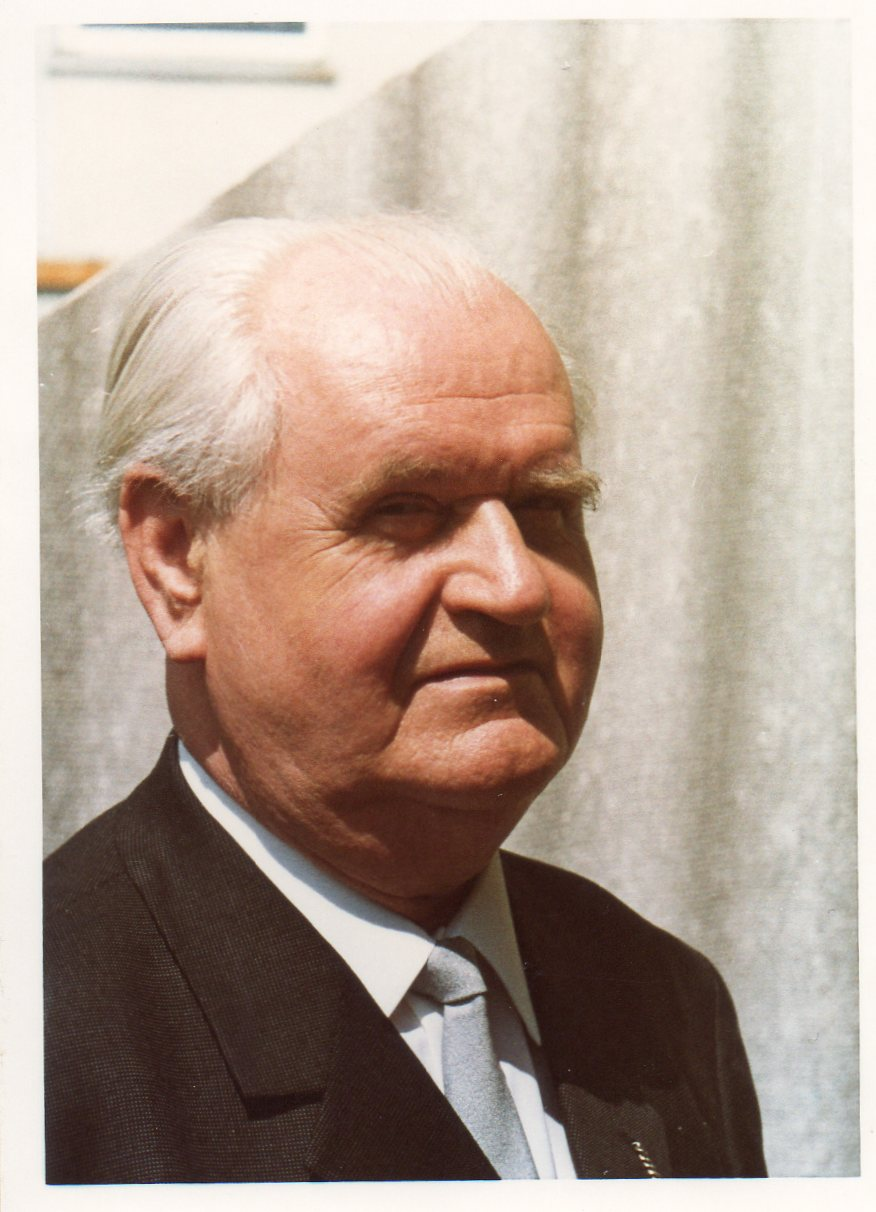
Werner Wemheuer als Pensionär

## Werke
- Bei uns (Revue), Libretto von Schauspieler Bernhard Anton Herrmann, UA 1926 Wiesbaden
- Deutschlands Strom (Chorisches Festspiel), Text von Edwin Redslob, UA 1930 in Wiesbaden
- D'Webermädln (Singspiel), UA 1933 Wiesbaden
- Der Ball der Diebe (Lumpenball), Libretto von Jean Anouilh (Ballettkomödie), UA 1948 Wiesbaden
- Bühnenmusik zum Schauspiel „Hanneles Himmelfahrt“ von Gerhart Hauptmann, UA 1952 Wiesbaden
- Bühnenmusik zum Schauspiel „Melusine“ von Yvan Goll, UA 1955 Wiesbaden